# Глубокое (озеро, Рамешковский район)
Глубокое, также Конечное — озеро в южной части Тверской области, расположенное на территории Рамешковского района. Озеро Оршинско-Петровской группы.
Озеро расположено в южной части района, в 42 км к юго-востоку от посёлка Рамешки. Лежит на высоте 139,3 метра. Озеро имеет сложную неправильную форму: состоит из трёх основных плёсов. Площадь водной поверхности — 4,93 км². В юго-западную часть озера впадает протока, вытекающая из озера Щучье; на востоке Глубокое соединяется с озёрами Белое и Озерце, которые соединяются с озером Великим. На восточном берегу озера расположены три деревни: Остров, Петровское и Заречье.

## Данные водного реестра
По данным государственного водного реестра России относится к Верхневолжскому бассейновому округу, водохозяйственный участок реки — Волга от города Тверь до Иваньковского г/у, речной подбассейн реки — Волга до Рыбинского водохранилища. Речной бассейн реки — (Верхняя) Волга до Куйбышевского водохранилища (без бассейна Оки).
Код объекта в государственном водном реестре — 08010100711110000000869.